# Electrologica X8
Electrologica X8 (o EL X8) era un elaboratore digitale progettato come successore del Electrologica X1 e prodotto nei Paesi Bassi da Electrologica NV dal 1965 in poi.
Come il suo predecessore X1, il sistema X8 include memoria a nucleo magnetico, parole da 27 bit con 15 bit di indirizzo e memoria a tamburo come memoria secondaria (memoria di massa). L'X8 ha un processoro periferico indipendente denominato CHARON (Centraal Hulporgaan Autonome Regeling Overdracht Nevenapparatuur, o Central Coprocessor Autonomous Regulation Transfer Peripherals) che gestisce l'input/output. Tra le altre caratteristiche, fino a 48 canali di input/output progettati per i dispositivi a bassa velocità quali nastri perforati, plotter e stampanti. A differenza dell'X1, l'unità aritmetica del X8 supporta il l'artimetica in virgola mobile, con 41 bit di mantissa e 12 bit per l'esponente.
Il sistema è meglio noto per esser stata l'implementazione di Edsger Dijkstra del sistema operativo THE.